# Dabar (Otočac)
Dabar is een plaats in de gemeente Otočac in de Kroatische provincie Lika-Senj. De plaats telt 207 inwoners (2001).